# Leon Czolgosz
Leon F. Czolgosz (ejtsdː kb. líon csolgos; Detroit, 1873. május 5. – Auburn, 1901. október 29.) amerikai gyári munkás és anarchista, aki 1901. szeptember 6-án Buffalóban lelőtte William McKinley-t, az Amerikai Egyesült Államok 25. elnökét. Az elnök szeptember 14-én halt bele a sérülésből kialakult fertőzésbe. Czolgosz-t a helyszínen elfogták, később bíróság elé állították, majd halálra ítélték és október 29-én kivégezték.

## Élete
Leon Czolgosz 1873-ban született Detroitban, Michigan államban, egy nyolcgyermekes lengyel-amerikai katolikus családba. 1889-ben a család Pennsylvaniába költözött, ahol Leon egy üveggyárban kezdett dolgozni. 17 évesen Clevelandbe, Ohio államba ment, ahol egy acélipari vállalatnál talált munkát. Az 1893-as válság következtében a gyár egy időre bezárt, ami miatt a munkások, köztül Czolgosz, sztrájkba kezdtek. Czolgosz ezalatt ábrándult ki a katolikus egyházból, illetve a helyi lengyel közösségből, és más társaságot keresett, amelyek osztották a munkásosztállyal szembeni igazságtalanságról alkotott véleményét. Csatlakozott több szocialista irányultságú szervezethez, itt találkozott először az anarchizmussal. Nagy hatással volt rá a híres anarchista, Emma Goldman egyik beszéde, akivel először 1901 májusában, Clevelandben találkozott egy előadáson. Goldman mutatta be őt számos másik anarchistának, miután elmondta neki, hogy csalódott a clevelandi szocialistákban. Erőteljes érdeklődése más anarchista szervezetek iránt gyanakvást váltott ki, olyannyira, hogy egy újságban figyelmeztetést jelentettek meg, miszerint lehetséges, hogy kém.
Czolgosz úgy vélte, az amerikai társadalmon úrrá lett az igazságtalanság, ahol a gazdagok csakis a munkásosztály kizsákmányolásával tudnak vagyonhoz jutni, és ennek okát a kormány működési stratégiájában látta. Ez idő tájt, 1900. július 1-én történt I. Umbertó olasz király meggyilkolása Monzában, ami felkeltette az ifjú Leon figyelmét, főképp, hogy a király gyilkosa, Gaetano Bresci elmondta, a közemberek nevében cselekedett. Ezután foganhatott meg a fejében az amerikai elnök, William McKinley elleni merénylet terve.

### A gyilkosság

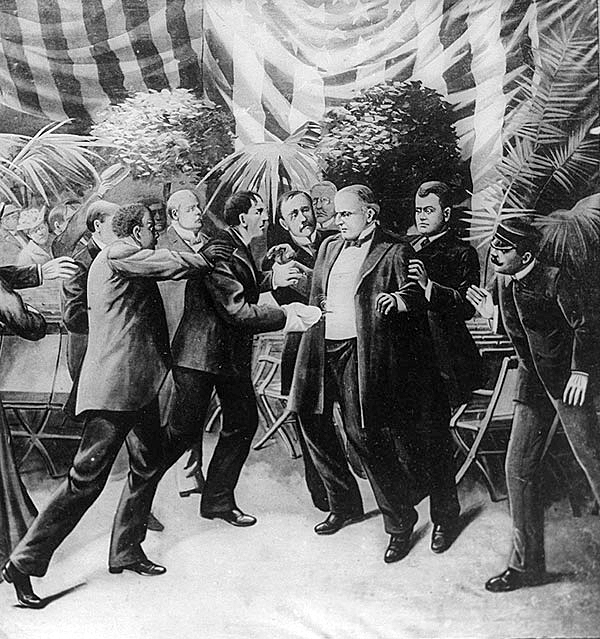
Czolgosz rálő McKinley-re

1901. augusztus 31-én Czolgosz Buffalóba utazott, az akkor ott megtartott Pánamerikai Világkiállítás helyszínére, mivel tudta, az elnök azon fog beszédet mondani. A Nowak's Hotelben bérelt szobát a Broadway 1078. szám alatt. Szeptember 6-án egy .32-es kaliberű Iver Johnson revolverrel ment a kiállításra, amit négy nappal korábban vásárolt, és az elnök közelébe férkőzött, aki épp a részvevőket üdvözölte. A fegyverét egy kézfejét borító, látszólagos kötés alá rejtette. A vendégek sorban álltak hogy kezet foghassanak McKinley-vel, Czolgosz 16 óra 7 perckor ért a sor elejére. Mikor az elnök a kezét nyújtotta felé, Czolgosz lecsapta azt, majd a kötés alá elrejtett pisztollyal kétszer közvetlen közelről rálőtt. Az első lövedék lepattant az elnök kabátgombjáról, a másik a hasába fúródott. A lőtt seb önmagában nem lett volna halálos, de nyolc nappal később, 1901. szeptember 14-én az elnök belehalt a sebből kialakult fertőzésbe. 
James Parker, egy közvetlenül Czolgosz mögött álló férfi nyakon ütötte a merénylőt, és kivette a kezéből a pisztolyt; miközben McKinley összeesett, a tömegből többen ütlegelni kezdték Czolgoszt. „Ne hagyják bántaniǃ” - kiáltotta a sebesült elnök a tömegnek. A rendőrök igyekeztek távol tartani a feldühödött tömeget Czolgosztól. A merénylőt a buffalói 13. körzet 346 Austin Street-i házába vitték, és egy cellában tartották fogva, amíg át nem szállították a rendőrkapitányságra.

### Pere és kivégzése
McKinley halála után az újonnan beiktatott elnök, Theodore Roosevelt kijelentette: „Az anarchia elfojtásához képest minden más kérdés jelentéktelenné vált.” Szeptember 16-án az Erie megyei börtönbe vitték, hogy az Emery megyei bíróság elé állítsák. A vád alá helyezés után Czolgosz-t átszállították az auburn-i börtönbe. Az esküdtszék szeptember 16-án vádat emelt Czolgosz ellen egyrendbeli, első fokú gyilkosságért. Fogva tartása alatt Czolgosz szabadon beszélhetett az őreivel, de visszautasított minden kapcsolatot Robert C. Titusszal és Loran L. Lewisszal, a védelmére kirendelt neves bírákból lett ügyvédekkel, valamint a beszámíthatóságának vizsgálatára kiküldött pszichiáter szakértővel.
Czolgosz tárgyalása 1901. szeptember 23-án kezdődött a buffalói bíróságon, kilenc nappal McKinley halála után. A vádat képviselők tanúvallomásai két napig tartottak, és főleg a McKinley-t kezelő orvosok és a lövöldözés szemtanúi tették. Lewis és társügyvédje egyetlen védelmi tanút sem hívott be, amit Lewis záróbeszédében annak tulajdonított, hogy Czolgosz nem volt hajlandó együttműködni velük. Az esküdtszékhez intézett 27 perces beszédében Lewis igyekezett dicsérni a halott McKinley-t. Utólagos vélemények szerint a záróbeszéd inkább az ügyvéd közösségben elfoglalt helyének védelmét célozta, mintsem azt, hogy megmentse védencét a haláltól. Az ügyvédek a férfi elmebetegsége mellett próbáltak érvelni, de a bíróság nem fogadta el, mivel a New York-i törvények szerint Czolgosz csak akkor lett volna jogilag beszámíthatatlan, ha tudata nem fogja át cselekményének lehetséges következményeit. Az esküdtszék egyhangúlag megszavazta a halálos ítéletet.
A kivégzés előtti napon Czolgosz fogadhatott a cellájában két papot, az egyik testvérét és sógorát. A papok 45 percig könyörögtek neki, hogy térjen meg, de ő ezt megtagadta, így távoztak. Testvére, Waldeck és sógora, Frank Bandowski a papok távozása után látogatták meg. A bátyja megkérdezte tőle, hogy ki vette rá a gyilkosságra, mire Czolgosz így válaszolt: „Senki. Senkinek semmi köze nem volt hozzá, csak nekem”. A bátyja azt mondta, hogy ez nem vall rá, és nem így nevelték. Amikor megkérdezte, hogy akarja-e, hogy a papok visszajöjjenek, Czolgosz nemet mondott. Az apja a kivégzése előtti este levelet írt a fiának, amelyben sok szerencsét kívánt neki, és közölte vele, hogy nem tud segíteni neki, és hogy Leonnak „meg kell fizetnie az árat tetteiért.” Bár a tárgyalás után Czolgosz és az ügyvédei tájékoztatták arról, hogy joga van fellebbezni az ítélet ellen, úgy döntöttek, hogy nem teszik meg, miután Czolgosz ezt is elutasította. Az ügyvédek is tudták, hogy nincs értelme fellebbezni; a tárgyalás gyors és igazságos volt.
Czolgosz utolsó szavai a következők voltak: „Azért öltem meg az elnököt, mert a jó emberek - a dolgozó emberek - ellensége volt. Nem bántam meg a bűnömet. Sajnálom, hogy nem láthattam az apámat." 1901. október 29-én reggel 7ː14-kor villamosszékben kivégezték. A boncolást követően a börtön udvarán temették el. A hatóságok eredetileg úgy tervezték, hogy a holttestet égetett mésszel borítják be, hogy felgyorsítsák a bomlást, de miután kiderült, hogy az nem elég hatékony, kénsavat öntöttek a férfi koporsójába, ami 12 órán belül felismerhetetlenné tette a testet. Ruháit, és személyes holmiját megsemmisítették, hogy később ne kerülhessenek kiállításra.
A bűntény helyszínét, a Zene templomát 1901 novemberében lebontották, a kiállítás többi ideiglenes építményével együtt. A Fordham Drive középső szakaszán, amely ma Buffalo egyik lakóutcája, egy kőből készült emléktábla jelzi a merénylet hozzávetőleges helyszínét. Czolgosz a New York állambeli Cayuga megyében található Soule temetőben van eltemetve. Sírja jelöletlen.